# Ian Browne
Ian Sterry Browne (conocido como Joey Browne; Melbourne, 22 de junio de 1931-Melbourne, 24 de junio de 2023) fue un deportista australiano que compitió en ciclismo en la modalidad de pista, especialista en la prueba de tándem.
Participó en tres Juegos Olímpicos de Verano, en la prueba de tándem, obteniendo una medalla de oro en Melbourne 1956 (haciendo pareja con Anthony Marchant), el noveno lugar en Roma 1960 y el quinto en Tokio 1964.
Después de retirarse de la competición, siguió ligado al ciclismo; ejerció de vicepresidente de la Federación de Ciclismo de Victoria. Por su trayectoria, fue condecorado en 1994 con la Medalla de la Orden de Australia (OAM).

## Medallero internacional
| Juegos Olímpicos | Juegos Olímpicos      | Juegos Olímpicos | Juegos Olímpicos |
| Año              | Lugar                 | Medalla          | Competición      |
| ---------------- | --------------------- | ---------------- | ---------------- |
| 1956             | Melbourne (Australia) | Medalla de oro   | Tándem           |